# Potosí
 For alternative betydninger, se Potosí (flertydig). (Se også artikler, som begynder med Potosí)
Potosí er en gammel mineby i Bolivia, og er en af de højest beliggende byer i verden (4,090 m.o.h.). Byen er administrativt centrum for departementet af samme navn.
Byen er mest kendt for Cerro de Potosí — også kendt som Cerro Rico ("det rige bjerg") – hvor der i århundreder har været udvinding af sølv og andre metaller. De store forekomster af særlig sølv gjorde byen til en af de rigeste i det spanske koloniimperium og byen var i 1600-tallet den største by i hele Nord- og Sydamerika.
Den højeste tinde på Cerro de Potosí er 4,824 m. over havets overflade. Også verdens højest beliggende bryggeri, Cervecería Potosina, ligger her.
Af turistattraktioner i Potosí kan man bl.a. komme på en tur ind i Cerro Rico og gå (kravle) igennem en del af de mange minegange.

## Eksterne links
- Wikimedia Commons har flere filer relateret til Potosí

19°35′21″S 65°45′12″V / 19.5892°S 65.7533°V